# 许尹
許尹（1095年—?），字覺民。樂平（今屬江西）人。
徽宗政和二年（1112年）進士。知沙縣，擢拔監進奏院，出京知興化、永、處、柳、邛等五州，皆有惠政。紹興年間擔任成都府路轉運判官。紹興二十九年，爲司農少卿，总领四川财赋军马钱粮。紹興三十一年，權工部侍郎。孝宗時，知宣州（今安徽宣城）。隆興二年（1164年）以敷文閣待制致仕。著有《龍城集》、《遺安集》等皆佚。